# Curtara barrera
Curtara barrera är en insektsart som beskrevs av Freytag 2005. Curtara barrera ingår i släktet Curtara och familjen dvärgstritar. Inga underarter finns listade i Catalogue of Life.